# Kennedy Igboananike
Chibuike Kennedy Igboananike (26 februari 1989) is een Zweeds-Nigeriaans voetballer die bij voorkeur als aanvaller speelt. Hij verruilde in 2015 AIK Fotboll voor Chicago Fire.

## Clubcarrière
Igboananike stroomde via de jeugdopleiding door naar het eerste team van het Zweedse Djurgårdens IF. Hij maakte zijn debuut op 19 juni 2007 tegen Hammarby IF. Hij speelde slechts twee wedstrijden in de hoofdmacht van Djurgården en vertrok daarna bij de club. Na een mislukte stage bij IK Brage tekende hij in januari van 2008 bij Vasalunds IF. Daar werd hij in 2008 topscorer van de Division 1. In 2010 keerde hij terug bij Djurgården, waar hij direct topscorer van de club werd met negen doelpunten in zevenentwintig wedstrijden. Op 15 november 2012 tekende hij bij rivaal AIK. Daar speelde hij in vijfenvijftig competitiewedstrijden waarin hij negentien doelpunten wist te maken.
Op 2 december 2014 tekende hij bij het Amerikaanse Chicago Fire. Hij stond ook in de belangstelling van Queens Park Rangers en Southampton.